# Doroteja Vodnik Pegam
Doroteja Vodnik Pegam, tudi Dora Vodnik, slovenska prevajalka, pedagoginja in germanistka, * 2. februar 1898, Škofja Loka, † 6. februar 1975, Portorož.

## Življenje in delo
Rojena je bila v Karlovcu 34 v Škofji Loki kleparju Jožetu Pegamu in Jeri roj. Cirar, krščena je bila na ime Doroteja, kasneje je uporabljala krajšo različico Dora.
V Škofji Loki je obiskovala osnovno šolo in med 1914 in 1918 učiteljišče pri uršulinkah. V letih 1919-20 je učila v Borovljah na Koroškem, kjer je pomagala rojakom v času pred plebiscitom in se udeleževala predavanj filozofije na univerzi v Gradcu. Po plebiscitu je prišla v Ljubljano, kjer je opravila diferencialne izpite na klasični gmnaziji. Nato je od 1921 do 1925 študirala filozofijo, pedagogiko in nemščino na Filozofski fakulteti v Ljubljani. Sodelovala je pri študentskem novokatoliškem gibanju, ki ga je vodil pesnik in njen bodoči mož Anton Vodnik, s katerim se je poročila leta 1927. Po študiju je do aretacije leta 1943 učila na učiteljišču. Po vojni je bila do 1948 ravnateljica bežigrajske gimnazije, nato profesorica nemščine na Gimnaziji Poljane do 1960, ko se je upokojila.
Pred in po upokojitvi je honorarno še učila nemščino na Ekonomski fakulteti (1951-60, 1962-72). Aktivno je tudi sodelovala pedagoških zborovanjih. Leta 1961 je bila odlikovana s srebrnim vencem.

## Izbrana bibliografija

### Članki
Vzgojne članke je objavljala v listih Križ na gori, Ženski svet, Dejanje, Mentor, in Vigred.

### Prevajalsko delo
- Lippert, P. : Od duše do duše (1931) (COBISS)
- Coolen, A. : Brabantski rod (1937) (COBISS)
- Böll, H. : Biljard ob pol desetih (1962) (COBISS)
- Ludwig, E. : Kleopatra (1963) (COBISS)
- Friedländer, W. A.  in Pfaffenberger, H. : Osnovna načela in metode socialnega dela (1970) (COBISS)
- Krščansko oznanilo (soprevajalka, 1971) (COBISS)

### Učbeniki
Napisala je več gimnazijskih učbenikov za nemščino (slovarčke, slovnice, nemška berila), sestavila je nemški učbenik za odrasle in za slepe v Braillovi pisavi. Sodelovala je pri učbeniku F. Jakopina Möchten sie nicht slowenisch lernen? (1962).